# Menjamel corb
El menjamel corb (Gymnomyza aubryana) és un ocell de la família dels melifàgids (Meliphagidae).

## Hàbitat i distribució
Habita els boscos de les terres altes de Nova Caledònia.